# Rossella villosa
Rossella villosa är en svampdjursart som beskrevs av Burton 1929. Rossella villosa ingår i släktet Rossella och familjen Rossellidae. Inga underarter finns listade i Catalogue of Life.